# Bor (Serbia)
Bor (cyr. Бор) – miasto we wschodniej Serbii, stolica okręgu borskiego i siedziba miasta Bor. W 2011 roku liczyło 34 160 mieszkańców.

## Obóz pracy w Borze
Podczas II wojny światowej miejscowe kopalnie miedzi znalazły się pod administracją niemiecką. Latem 1943 roku utworzono na terenie kopalń obóz pracy. Do lata 1944 roku uwięziono w nim i zmuszono do pracy około 6000 Żydów, 14 adwentystów i 152 Świadków Jehowy z Rumunii oraz Węgier. Tuż przed końcem II wojny światowej obóz ewakuowano, a większość więźniów rozstrzelano.

## Miasta partnerskie
- Wraca, Bułgaria
- Bar, Czarnogóra
- Le Creusot, Francja
- Chmielnicki, Ukraina
- Kitwe, Zambia